# Frederick Low
Frederick Ferdinand Low (30 juin 1828 - 21 juillet 1894) est un homme politique américain qui est membre de la Chambre des représentants et 9e gouverneur de Californie.

## Biographie
Né le 30 juin 1828 dans le Maine, Frederick Low commence une carrière d'homme d'affaires à San Francisco en 1849 dans le transport maritime. De 1854 à 1861, il est banquier à Marysville (Californie).
Républicain, il représente la Californie à la Chambre des représentants des États-Unis du 2 juin 1862 au 3 mars 1863.
Low est gouverneur de Californie du 10 décembre 1863 au 5 décembre 1867. Sous son mandat sont créés le Parc national de Yosemite et l'Université de Californie (dont la charte est signée par son successeur).
Low est ensuite, de 1869 à 1874, ambassadeur des États-Unis en Chine et il meurt à San Francisco le 21 juillet 1894.